# Bricta
Pour les articles homonymes, voir Brixia (homonymie).
 (août 2018).
Bricta ou Brixta ou Brixia était, dans la religion gallo-romaine, une déesse gauloise, épouse de Luxovius, dieu des eaux de Luxeuil-les-Bains (Luxovium dans l'antiquité).

## Inscriptions
Bricta et Brixta se retrouvent dans les deux inscriptions suivantes de Luxeuil-les-Bains[Où ?] :
```
[Lus]soio / et Brictae / Divixti/us Cons/tans / v(otum) s(olvit) <l=T>(ibens) m(erito)
 (CIL 13, 05425)
Transcription : À Lussoios et Bricta, Divixtius Constans remplit librement et à juste titre son vœu
[
1
]
,
[
2
]
.
```

Luxovio / et Brixtae / G(aius) Iul(ius) Fir/manus / v(otum) s(olvit) l(ibens) m(erito) (AE 1951, 00231; CIL 13, 05426)
Transcription : À Luxovios et Brixta, Gaius Julius Firmans remplit librement et à juste titre son vœu,.

## Étymologie
Ce théonyme gaulois est dérivé du mot brixtom ou brixta qui signifie, magique. Le mot apparaît aussi sur l'inscription de Chamalières.